# Paula Sevilla
Paula Sevilla López de La Vieja (La Solana, 28 de junio de 1997) es una deportista española que compite en atletismo, especialista en las carreras de velocidad. Posee varios récords de España absolutos, tanto individuales como en relevos.
En los Juegos Europeos de Cracovia 2023 consiguió dos medallas de bronce en la prueba de 4 × 100 m. Ganó dos medallas en los Relevos Mundiales 2025 y una medalla de bronce en el Campeonato Europeo de Atletismo en Pista Cubierta de 2025.
Participó en los Juegos Olímpicos de París 2024, en el relevo 4 × 100 m, quedando séptima en su serie.

## Trayectoria deportiva
En el Campeonato Europeo en Pista Cubierta de 2025 obtuvo la medalla de bronce en la prueba de 400 m, igualando el récord de España, y la cuarta plaza con récord de España short track en el 4 × 400 m. Ambas plusmarcas databan de 1991.
En los Relevos Mundiales 2025 consiguió la medalla de oro en el relevo 4 × 400 m (junto con Eva Santidrián, Daniela Fra y Blanca Hervás), superando a los equipos de Estados Unidos y Sudáfrica, y la medalla de plata en el relevo 4 × 100 m (junto con Esperança Cladera, Jaël Bestué y María Isabel Pérez), por detrás del cuarteto del Reino Unido. En esa misma competición batió dos plusmarcas de España: en la serie de clasificación del relevo 4 × 100 m (42,18) y en la final del 4 × 400 m (3:24,13). Posteriormente tomó parte en el Campeonato de Europa por Equipos, donde alcanzó la tercera plaza en la prueba individual de los 400 m, la segunda del relevo 4 × 100 m y la cuarta en el relevo 4 × 400 m mixto, consiguiendo, además, marca personal en la prueba individual y sendos récords de España en las dos pruebas de relevos.
En 2021 fue nombrada hija predilecta de Castilla-La Mancha.

## Palmarés internacional
| Relevos Mundiales                    | Relevos Mundiales        | Relevos Mundiales | Relevos Mundiales |
| Año                                  | Lugar                    | Medalla           | Prueba            |
| ------------------------------------ | ------------------------ | ----------------- | ----------------- |
| 2025                                 | Cantón (China)           | Medalla de oro    | 4 × 400 m         |
| 2025                                 | Cantón (China)           | Medalla de plata  | 4 × 100 m         |
| Juegos Europeos                      |                          |                   |                   |
| Año                                  | Lugar                    | Medalla           | Prueba            |
| 2023                                 | Chorzów (Polonia)        | Medalla de bronce | 4 × 100 m         |
| Campeonato Europeo en Pista Cubierta |                          |                   |                   |
| Año                                  | Lugar                    | Medalla           | Prueba            |
| 2025                                 | Apeldoorn (Países Bajos) | Medalla de bronce | 400 m             |

## Competiciones internacionales
| Representando a España \| Año \| Competición \| Sede \| Puesto \| Prueba \| Marca \| \| ---- \| -------------------------------------- \| ---------- \| ----------------- \| --------------- \| ----------- \| \| 2015 \| Campeonato de Europa Junior \| Eskilstuna \| 23.º (s.) \| 200 m \| 25.61 \| \| 2016 \| Campeonato del Mundo Sub-20 \| Bydgoszcz \| 6.º \| 4 × 100 m \| 44.99 [n 1] \| \| 2017 \| Campeonato de Europa por Equipos \| Lille \| 5.º \| 4 × 100 m \| 44.03 \| \| 2017 \| Campeonato de Europa Sub-23 \| Bydgoszcz \| 21.º (s.) \| 100 m \| 11.99 \| \| 2017 \| Campeonato de Europa Sub-23 \| Bydgoszcz \| Medalla de oro \| 4 × 100 m \| 43.96 [n 2] \| \| 2018 \| Juegos Mediterráneos \| Tarragona \| 5.º \| 200 m \| 23.34 \| \| 2018 \| Juegos Mediterráneos \| Tarragona \| Medalla de bronce \| 4 × 100 m \| 43.31 \| \| 2018 \| Campeonato de Europa \| Berlín \| 18.º (s.) \| 200 m \| 23.91 \| \| 2018 \| Campeonato de Europa \| Berlín \| 8.º \| 4 × 100 m \| 43.53 \| \| 2019 \| Campeonato de Europa en pista cubierta \| Glasgow \| 18.º (s.) \| 60 m \| 7.44 \| \| 2019 \| Campeonato de Europa Sub-23 \| Gävle \| 4.º \| 200 m \| 23.52 \| \| 2019 \| Campeonato de Europa Sub-23 \| Gävle \| 6.º \| 4 × 100 m \| 44.56 \| \| 2019 \| Campeonato de Europa por Equipos \| Bydgoszcz \| 8.º \| 200 m \| 23.58 \| \| 2019 \| Campeonato de Europa por Equipos \| Bydgoszcz \| 5.º \| 4 × 100 m \| 43.94 \| \| 2021 \| Campeonato de Europa en pista cubierta \| Toruń \| 32.º (s.) \| 60 m \| 7.44 \| \| 2021 \| Campeonato de Europa por Equipos \| Chorzów \| 7.º \| 200 m \| 24.03 \| \| 2021 \| Campeonato de Europa por Equipos \| Chorzów \| DSQ \| 4 × 100 m \| -- \| \| 2022 \| Campeonato Iberoamericano \| La Nucía \| 4.º \| 100 m \| 11.48 \| \| 2022 \| Campeonato Iberoamericano \| La Nucía \| DSQ \| 4 × 100 m \| -- \| \| 2022 \| Campeonato del Mundo \| Eugene \| 5.º \| 4 × 100 m \| 42.58 \| \| 2022 \| Campeonato de Europa \| Múnich \| 10.º (sf.) \| 200 m \| 23.19 \| \| 2022 \| Campeonato de Europa \| Múnich \| 4.º \| 4 × 100 m \| 43.03 \| \| 2023 \| Juegos Europeos[n 3] \| Chorzów \| 9.º \| 200 m \| 23.23 \| \| 2023 \| Juegos Europeos[n 3] \| Chorzów \| Medalla de bronce \| 4 × 100 m \| 43.13 \| \| 2023 \| Campeonato del Mundo \| Budapest \| 11.º (s.) \| 4 × 100 m \| 42.96 \| \| 2024 \| Campeonato de Europa \| Roma \| 16.º (sf.) \| 200 m \| 23.19 \| \| 2024 \| Campeonato de Europa \| Roma \| 5.ª \| 4 × 100 m \| 42.84 \| \| 2025 \| Campeonato de Europa en pista cubierta \| Apeldoorn \| Medalla de bronce \| 400 m \| 50,99 = \| \| 2025 \| Campeonato de Europa en pista cubierta \| Apeldoorn \| 4.ª \| 4 × 400 m \| 3:25.68 \| \| 2025 \| Relevos Mundiales \| Cantón \| Medalla de plata \| 4 × 100 m \| 42.28[n 4] \| \| 2025 \| Relevos Mundiales \| Cantón \| Medalla de oro \| 4 × 400 m \| 3:24.13 \| \| 2025 \| Campeonato de Europa por Equipos \| Madrid \| 3.º [n 5] \| 400 m \| 50.70 \| \| 2025 \| Campeonato de Europa por Equipos \| Madrid \| 2.º [n 5] \| 4 × 100 m \| 42.11 \| \| 2025 \| Campeonato de Europa por Equipos \| Madrid \| 4.º \| 4 × 400 m mixto \| 3:10.48 \| | Representando a España \| Año \| Competición \| Sede \| Puesto \| Prueba \| Marca \| \| ---- \| -------------------------------------- \| ---------- \| ----------------- \| --------------- \| ----------- \| \| 2015 \| Campeonato de Europa Junior \| Eskilstuna \| 23.º (s.) \| 200 m \| 25.61 \| \| 2016 \| Campeonato del Mundo Sub-20 \| Bydgoszcz \| 6.º \| 4 × 100 m \| 44.99 [n 1] \| \| 2017 \| Campeonato de Europa por Equipos \| Lille \| 5.º \| 4 × 100 m \| 44.03 \| \| 2017 \| Campeonato de Europa Sub-23 \| Bydgoszcz \| 21.º (s.) \| 100 m \| 11.99 \| \| 2017 \| Campeonato de Europa Sub-23 \| Bydgoszcz \| Medalla de oro \| 4 × 100 m \| 43.96 [n 2] \| \| 2018 \| Juegos Mediterráneos \| Tarragona \| 5.º \| 200 m \| 23.34 \| \| 2018 \| Juegos Mediterráneos \| Tarragona \| Medalla de bronce \| 4 × 100 m \| 43.31 \| \| 2018 \| Campeonato de Europa \| Berlín \| 18.º (s.) \| 200 m \| 23.91 \| \| 2018 \| Campeonato de Europa \| Berlín \| 8.º \| 4 × 100 m \| 43.53 \| \| 2019 \| Campeonato de Europa en pista cubierta \| Glasgow \| 18.º (s.) \| 60 m \| 7.44 \| \| 2019 \| Campeonato de Europa Sub-23 \| Gävle \| 4.º \| 200 m \| 23.52 \| \| 2019 \| Campeonato de Europa Sub-23 \| Gävle \| 6.º \| 4 × 100 m \| 44.56 \| \| 2019 \| Campeonato de Europa por Equipos \| Bydgoszcz \| 8.º \| 200 m \| 23.58 \| \| 2019 \| Campeonato de Europa por Equipos \| Bydgoszcz \| 5.º \| 4 × 100 m \| 43.94 \| \| 2021 \| Campeonato de Europa en pista cubierta \| Toruń \| 32.º (s.) \| 60 m \| 7.44 \| \| 2021 \| Campeonato de Europa por Equipos \| Chorzów \| 7.º \| 200 m \| 24.03 \| \| 2021 \| Campeonato de Europa por Equipos \| Chorzów \| DSQ \| 4 × 100 m \| -- \| \| 2022 \| Campeonato Iberoamericano \| La Nucía \| 4.º \| 100 m \| 11.48 \| \| 2022 \| Campeonato Iberoamericano \| La Nucía \| DSQ \| 4 × 100 m \| -- \| \| 2022 \| Campeonato del Mundo \| Eugene \| 5.º \| 4 × 100 m \| 42.58 \| \| 2022 \| Campeonato de Europa \| Múnich \| 10.º (sf.) \| 200 m \| 23.19 \| \| 2022 \| Campeonato de Europa \| Múnich \| 4.º \| 4 × 100 m \| 43.03 \| \| 2023 \| Juegos Europeos[n 3] \| Chorzów \| 9.º \| 200 m \| 23.23 \| \| 2023 \| Juegos Europeos[n 3] \| Chorzów \| Medalla de bronce \| 4 × 100 m \| 43.13 \| \| 2023 \| Campeonato del Mundo \| Budapest \| 11.º (s.) \| 4 × 100 m \| 42.96 \| \| 2024 \| Campeonato de Europa \| Roma \| 16.º (sf.) \| 200 m \| 23.19 \| \| 2024 \| Campeonato de Europa \| Roma \| 5.ª \| 4 × 100 m \| 42.84 \| \| 2025 \| Campeonato de Europa en pista cubierta \| Apeldoorn \| Medalla de bronce \| 400 m \| 50,99 = \| \| 2025 \| Campeonato de Europa en pista cubierta \| Apeldoorn \| 4.ª \| 4 × 400 m \| 3:25.68 \| \| 2025 \| Relevos Mundiales \| Cantón \| Medalla de plata \| 4 × 100 m \| 42.28[n 4] \| \| 2025 \| Relevos Mundiales \| Cantón \| Medalla de oro \| 4 × 400 m \| 3:24.13 \| \| 2025 \| Campeonato de Europa por Equipos \| Madrid \| 3.º [n 5] \| 400 m \| 50.70 \| \| 2025 \| Campeonato de Europa por Equipos \| Madrid \| 2.º [n 5] \| 4 × 100 m \| 42.11 \| \| 2025 \| Campeonato de Europa por Equipos \| Madrid \| 4.º \| 4 × 400 m mixto \| 3:10.48 \| | Representando a España \| Año \| Competición \| Sede \| Puesto \| Prueba \| Marca \| \| ---- \| -------------------------------------- \| ---------- \| ----------------- \| --------------- \| ----------- \| \| 2015 \| Campeonato de Europa Junior \| Eskilstuna \| 23.º (s.) \| 200 m \| 25.61 \| \| 2016 \| Campeonato del Mundo Sub-20 \| Bydgoszcz \| 6.º \| 4 × 100 m \| 44.99 [n 1] \| \| 2017 \| Campeonato de Europa por Equipos \| Lille \| 5.º \| 4 × 100 m \| 44.03 \| \| 2017 \| Campeonato de Europa Sub-23 \| Bydgoszcz \| 21.º (s.) \| 100 m \| 11.99 \| \| 2017 \| Campeonato de Europa Sub-23 \| Bydgoszcz \| Medalla de oro \| 4 × 100 m \| 43.96 [n 2] \| \| 2018 \| Juegos Mediterráneos \| Tarragona \| 5.º \| 200 m \| 23.34 \| \| 2018 \| Juegos Mediterráneos \| Tarragona \| Medalla de bronce \| 4 × 100 m \| 43.31 \| \| 2018 \| Campeonato de Europa \| Berlín \| 18.º (s.) \| 200 m \| 23.91 \| \| 2018 \| Campeonato de Europa \| Berlín \| 8.º \| 4 × 100 m \| 43.53 \| \| 2019 \| Campeonato de Europa en pista cubierta \| Glasgow \| 18.º (s.) \| 60 m \| 7.44 \| \| 2019 \| Campeonato de Europa Sub-23 \| Gävle \| 4.º \| 200 m \| 23.52 \| \| 2019 \| Campeonato de Europa Sub-23 \| Gävle \| 6.º \| 4 × 100 m \| 44.56 \| \| 2019 \| Campeonato de Europa por Equipos \| Bydgoszcz \| 8.º \| 200 m \| 23.58 \| \| 2019 \| Campeonato de Europa por Equipos \| Bydgoszcz \| 5.º \| 4 × 100 m \| 43.94 \| \| 2021 \| Campeonato de Europa en pista cubierta \| Toruń \| 32.º (s.) \| 60 m \| 7.44 \| \| 2021 \| Campeonato de Europa por Equipos \| Chorzów \| 7.º \| 200 m \| 24.03 \| \| 2021 \| Campeonato de Europa por Equipos \| Chorzów \| DSQ \| 4 × 100 m \| -- \| \| 2022 \| Campeonato Iberoamericano \| La Nucía \| 4.º \| 100 m \| 11.48 \| \| 2022 \| Campeonato Iberoamericano \| La Nucía \| DSQ \| 4 × 100 m \| -- \| \| 2022 \| Campeonato del Mundo \| Eugene \| 5.º \| 4 × 100 m \| 42.58 \| \| 2022 \| Campeonato de Europa \| Múnich \| 10.º (sf.) \| 200 m \| 23.19 \| \| 2022 \| Campeonato de Europa \| Múnich \| 4.º \| 4 × 100 m \| 43.03 \| \| 2023 \| Juegos Europeos[n 3] \| Chorzów \| 9.º \| 200 m \| 23.23 \| \| 2023 \| Juegos Europeos[n 3] \| Chorzów \| Medalla de bronce \| 4 × 100 m \| 43.13 \| \| 2023 \| Campeonato del Mundo \| Budapest \| 11.º (s.) \| 4 × 100 m \| 42.96 \| \| 2024 \| Campeonato de Europa \| Roma \| 16.º (sf.) \| 200 m \| 23.19 \| \| 2024 \| Campeonato de Europa \| Roma \| 5.ª \| 4 × 100 m \| 42.84 \| \| 2025 \| Campeonato de Europa en pista cubierta \| Apeldoorn \| Medalla de bronce \| 400 m \| 50,99 = \| \| 2025 \| Campeonato de Europa en pista cubierta \| Apeldoorn \| 4.ª \| 4 × 400 m \| 3:25.68 \| \| 2025 \| Relevos Mundiales \| Cantón \| Medalla de plata \| 4 × 100 m \| 42.28[n 4] \| \| 2025 \| Relevos Mundiales \| Cantón \| Medalla de oro \| 4 × 400 m \| 3:24.13 \| \| 2025 \| Campeonato de Europa por Equipos \| Madrid \| 3.º [n 5] \| 400 m \| 50.70 \| \| 2025 \| Campeonato de Europa por Equipos \| Madrid \| 2.º [n 5] \| 4 × 100 m \| 42.11 \| \| 2025 \| Campeonato de Europa por Equipos \| Madrid \| 4.º \| 4 × 400 m mixto \| 3:10.48 \| | Representando a España \| Año \| Competición \| Sede \| Puesto \| Prueba \| Marca \| \| ---- \| -------------------------------------- \| ---------- \| ----------------- \| --------------- \| ----------- \| \| 2015 \| Campeonato de Europa Junior \| Eskilstuna \| 23.º (s.) \| 200 m \| 25.61 \| \| 2016 \| Campeonato del Mundo Sub-20 \| Bydgoszcz \| 6.º \| 4 × 100 m \| 44.99 [n 1] \| \| 2017 \| Campeonato de Europa por Equipos \| Lille \| 5.º \| 4 × 100 m \| 44.03 \| \| 2017 \| Campeonato de Europa Sub-23 \| Bydgoszcz \| 21.º (s.) \| 100 m \| 11.99 \| \| 2017 \| Campeonato de Europa Sub-23 \| Bydgoszcz \| Medalla de oro \| 4 × 100 m \| 43.96 [n 2] \| \| 2018 \| Juegos Mediterráneos \| Tarragona \| 5.º \| 200 m \| 23.34 \| \| 2018 \| Juegos Mediterráneos \| Tarragona \| Medalla de bronce \| 4 × 100 m \| 43.31 \| \| 2018 \| Campeonato de Europa \| Berlín \| 18.º (s.) \| 200 m \| 23.91 \| \| 2018 \| Campeonato de Europa \| Berlín \| 8.º \| 4 × 100 m \| 43.53 \| \| 2019 \| Campeonato de Europa en pista cubierta \| Glasgow \| 18.º (s.) \| 60 m \| 7.44 \| \| 2019 \| Campeonato de Europa Sub-23 \| Gävle \| 4.º \| 200 m \| 23.52 \| \| 2019 \| Campeonato de Europa Sub-23 \| Gävle \| 6.º \| 4 × 100 m \| 44.56 \| \| 2019 \| Campeonato de Europa por Equipos \| Bydgoszcz \| 8.º \| 200 m \| 23.58 \| \| 2019 \| Campeonato de Europa por Equipos \| Bydgoszcz \| 5.º \| 4 × 100 m \| 43.94 \| \| 2021 \| Campeonato de Europa en pista cubierta \| Toruń \| 32.º (s.) \| 60 m \| 7.44 \| \| 2021 \| Campeonato de Europa por Equipos \| Chorzów \| 7.º \| 200 m \| 24.03 \| \| 2021 \| Campeonato de Europa por Equipos \| Chorzów \| DSQ \| 4 × 100 m \| -- \| \| 2022 \| Campeonato Iberoamericano \| La Nucía \| 4.º \| 100 m \| 11.48 \| \| 2022 \| Campeonato Iberoamericano \| La Nucía \| DSQ \| 4 × 100 m \| -- \| \| 2022 \| Campeonato del Mundo \| Eugene \| 5.º \| 4 × 100 m \| 42.58 \| \| 2022 \| Campeonato de Europa \| Múnich \| 10.º (sf.) \| 200 m \| 23.19 \| \| 2022 \| Campeonato de Europa \| Múnich \| 4.º \| 4 × 100 m \| 43.03 \| \| 2023 \| Juegos Europeos[n 3] \| Chorzów \| 9.º \| 200 m \| 23.23 \| \| 2023 \| Juegos Europeos[n 3] \| Chorzów \| Medalla de bronce \| 4 × 100 m \| 43.13 \| \| 2023 \| Campeonato del Mundo \| Budapest \| 11.º (s.) \| 4 × 100 m \| 42.96 \| \| 2024 \| Campeonato de Europa \| Roma \| 16.º (sf.) \| 200 m \| 23.19 \| \| 2024 \| Campeonato de Europa \| Roma \| 5.ª \| 4 × 100 m \| 42.84 \| \| 2025 \| Campeonato de Europa en pista cubierta \| Apeldoorn \| Medalla de bronce \| 400 m \| 50,99 = \| \| 2025 \| Campeonato de Europa en pista cubierta \| Apeldoorn \| 4.ª \| 4 × 400 m \| 3:25.68 \| \| 2025 \| Relevos Mundiales \| Cantón \| Medalla de plata \| 4 × 100 m \| 42.28[n 4] \| \| 2025 \| Relevos Mundiales \| Cantón \| Medalla de oro \| 4 × 400 m \| 3:24.13 \| \| 2025 \| Campeonato de Europa por Equipos \| Madrid \| 3.º [n 5] \| 400 m \| 50.70 \| \| 2025 \| Campeonato de Europa por Equipos \| Madrid \| 2.º [n 5] \| 4 × 100 m \| 42.11 \| \| 2025 \| Campeonato de Europa por Equipos \| Madrid \| 4.º \| 4 × 400 m mixto \| 3:10.48 \| | Representando a España \| Año \| Competición \| Sede \| Puesto \| Prueba \| Marca \| \| ---- \| -------------------------------------- \| ---------- \| ----------------- \| --------------- \| ----------- \| \| 2015 \| Campeonato de Europa Junior \| Eskilstuna \| 23.º (s.) \| 200 m \| 25.61 \| \| 2016 \| Campeonato del Mundo Sub-20 \| Bydgoszcz \| 6.º \| 4 × 100 m \| 44.99 [n 1] \| \| 2017 \| Campeonato de Europa por Equipos \| Lille \| 5.º \| 4 × 100 m \| 44.03 \| \| 2017 \| Campeonato de Europa Sub-23 \| Bydgoszcz \| 21.º (s.) \| 100 m \| 11.99 \| \| 2017 \| Campeonato de Europa Sub-23 \| Bydgoszcz \| Medalla de oro \| 4 × 100 m \| 43.96 [n 2] \| \| 2018 \| Juegos Mediterráneos \| Tarragona \| 5.º \| 200 m \| 23.34 \| \| 2018 \| Juegos Mediterráneos \| Tarragona \| Medalla de bronce \| 4 × 100 m \| 43.31 \| \| 2018 \| Campeonato de Europa \| Berlín \| 18.º (s.) \| 200 m \| 23.91 \| \| 2018 \| Campeonato de Europa \| Berlín \| 8.º \| 4 × 100 m \| 43.53 \| \| 2019 \| Campeonato de Europa en pista cubierta \| Glasgow \| 18.º (s.) \| 60 m \| 7.44 \| \| 2019 \| Campeonato de Europa Sub-23 \| Gävle \| 4.º \| 200 m \| 23.52 \| \| 2019 \| Campeonato de Europa Sub-23 \| Gävle \| 6.º \| 4 × 100 m \| 44.56 \| \| 2019 \| Campeonato de Europa por Equipos \| Bydgoszcz \| 8.º \| 200 m \| 23.58 \| \| 2019 \| Campeonato de Europa por Equipos \| Bydgoszcz \| 5.º \| 4 × 100 m \| 43.94 \| \| 2021 \| Campeonato de Europa en pista cubierta \| Toruń \| 32.º (s.) \| 60 m \| 7.44 \| \| 2021 \| Campeonato de Europa por Equipos \| Chorzów \| 7.º \| 200 m \| 24.03 \| \| 2021 \| Campeonato de Europa por Equipos \| Chorzów \| DSQ \| 4 × 100 m \| -- \| \| 2022 \| Campeonato Iberoamericano \| La Nucía \| 4.º \| 100 m \| 11.48 \| \| 2022 \| Campeonato Iberoamericano \| La Nucía \| DSQ \| 4 × 100 m \| -- \| \| 2022 \| Campeonato del Mundo \| Eugene \| 5.º \| 4 × 100 m \| 42.58 \| \| 2022 \| Campeonato de Europa \| Múnich \| 10.º (sf.) \| 200 m \| 23.19 \| \| 2022 \| Campeonato de Europa \| Múnich \| 4.º \| 4 × 100 m \| 43.03 \| \| 2023 \| Juegos Europeos[n 3] \| Chorzów \| 9.º \| 200 m \| 23.23 \| \| 2023 \| Juegos Europeos[n 3] \| Chorzów \| Medalla de bronce \| 4 × 100 m \| 43.13 \| \| 2023 \| Campeonato del Mundo \| Budapest \| 11.º (s.) \| 4 × 100 m \| 42.96 \| \| 2024 \| Campeonato de Europa \| Roma \| 16.º (sf.) \| 200 m \| 23.19 \| \| 2024 \| Campeonato de Europa \| Roma \| 5.ª \| 4 × 100 m \| 42.84 \| \| 2025 \| Campeonato de Europa en pista cubierta \| Apeldoorn \| Medalla de bronce \| 400 m \| 50,99 = \| \| 2025 \| Campeonato de Europa en pista cubierta \| Apeldoorn \| 4.ª \| 4 × 400 m \| 3:25.68 \| \| 2025 \| Relevos Mundiales \| Cantón \| Medalla de plata \| 4 × 100 m \| 42.28[n 4] \| \| 2025 \| Relevos Mundiales \| Cantón \| Medalla de oro \| 4 × 400 m \| 3:24.13 \| \| 2025 \| Campeonato de Europa por Equipos \| Madrid \| 3.º [n 5] \| 400 m \| 50.70 \| \| 2025 \| Campeonato de Europa por Equipos \| Madrid \| 2.º [n 5] \| 4 × 100 m \| 42.11 \| \| 2025 \| Campeonato de Europa por Equipos \| Madrid \| 4.º \| 4 × 400 m mixto \| 3:10.48 \| | Representando a España \| Año \| Competición \| Sede \| Puesto \| Prueba \| Marca \| \| ---- \| -------------------------------------- \| ---------- \| ----------------- \| --------------- \| ----------- \| \| 2015 \| Campeonato de Europa Junior \| Eskilstuna \| 23.º (s.) \| 200 m \| 25.61 \| \| 2016 \| Campeonato del Mundo Sub-20 \| Bydgoszcz \| 6.º \| 4 × 100 m \| 44.99 [n 1] \| \| 2017 \| Campeonato de Europa por Equipos \| Lille \| 5.º \| 4 × 100 m \| 44.03 \| \| 2017 \| Campeonato de Europa Sub-23 \| Bydgoszcz \| 21.º (s.) \| 100 m \| 11.99 \| \| 2017 \| Campeonato de Europa Sub-23 \| Bydgoszcz \| Medalla de oro \| 4 × 100 m \| 43.96 [n 2] \| \| 2018 \| Juegos Mediterráneos \| Tarragona \| 5.º \| 200 m \| 23.34 \| \| 2018 \| Juegos Mediterráneos \| Tarragona \| Medalla de bronce \| 4 × 100 m \| 43.31 \| \| 2018 \| Campeonato de Europa \| Berlín \| 18.º (s.) \| 200 m \| 23.91 \| \| 2018 \| Campeonato de Europa \| Berlín \| 8.º \| 4 × 100 m \| 43.53 \| \| 2019 \| Campeonato de Europa en pista cubierta \| Glasgow \| 18.º (s.) \| 60 m \| 7.44 \| \| 2019 \| Campeonato de Europa Sub-23 \| Gävle \| 4.º \| 200 m \| 23.52 \| \| 2019 \| Campeonato de Europa Sub-23 \| Gävle \| 6.º \| 4 × 100 m \| 44.56 \| \| 2019 \| Campeonato de Europa por Equipos \| Bydgoszcz \| 8.º \| 200 m \| 23.58 \| \| 2019 \| Campeonato de Europa por Equipos \| Bydgoszcz \| 5.º \| 4 × 100 m \| 43.94 \| \| 2021 \| Campeonato de Europa en pista cubierta \| Toruń \| 32.º (s.) \| 60 m \| 7.44 \| \| 2021 \| Campeonato de Europa por Equipos \| Chorzów \| 7.º \| 200 m \| 24.03 \| \| 2021 \| Campeonato de Europa por Equipos \| Chorzów \| DSQ \| 4 × 100 m \| -- \| \| 2022 \| Campeonato Iberoamericano \| La Nucía \| 4.º \| 100 m \| 11.48 \| \| 2022 \| Campeonato Iberoamericano \| La Nucía \| DSQ \| 4 × 100 m \| -- \| \| 2022 \| Campeonato del Mundo \| Eugene \| 5.º \| 4 × 100 m \| 42.58 \| \| 2022 \| Campeonato de Europa \| Múnich \| 10.º (sf.) \| 200 m \| 23.19 \| \| 2022 \| Campeonato de Europa \| Múnich \| 4.º \| 4 × 100 m \| 43.03 \| \| 2023 \| Juegos Europeos[n 3] \| Chorzów \| 9.º \| 200 m \| 23.23 \| \| 2023 \| Juegos Europeos[n 3] \| Chorzów \| Medalla de bronce \| 4 × 100 m \| 43.13 \| \| 2023 \| Campeonato del Mundo \| Budapest \| 11.º (s.) \| 4 × 100 m \| 42.96 \| \| 2024 \| Campeonato de Europa \| Roma \| 16.º (sf.) \| 200 m \| 23.19 \| \| 2024 \| Campeonato de Europa \| Roma \| 5.ª \| 4 × 100 m \| 42.84 \| \| 2025 \| Campeonato de Europa en pista cubierta \| Apeldoorn \| Medalla de bronce \| 400 m \| 50,99 = \| \| 2025 \| Campeonato de Europa en pista cubierta \| Apeldoorn \| 4.ª \| 4 × 400 m \| 3:25.68 \| \| 2025 \| Relevos Mundiales \| Cantón \| Medalla de plata \| 4 × 100 m \| 42.28[n 4] \| \| 2025 \| Relevos Mundiales \| Cantón \| Medalla de oro \| 4 × 400 m \| 3:24.13 \| \| 2025 \| Campeonato de Europa por Equipos \| Madrid \| 3.º [n 5] \| 400 m \| 50.70 \| \| 2025 \| Campeonato de Europa por Equipos \| Madrid \| 2.º [n 5] \| 4 × 100 m \| 42.11 \| \| 2025 \| Campeonato de Europa por Equipos \| Madrid \| 4.º \| 4 × 400 m mixto \| 3:10.48 \| |
| Año | Competición | Sede | Puesto | Prueba | Marca |
| --- | --- | --- | --- | --- | --- |
| 2015 | Campeonato de Europa Junior | Eskilstuna | 23.º (s.) | 200 m | 25.61 |
| 2016 | Campeonato del Mundo Sub-20 | Bydgoszcz | 6.º | 4 × 100 m | 44.99 |
| 2017 | Campeonato de Europa por Equipos | Lille | 5.º | 4 × 100 m | 44.03 |
| 2017 | Campeonato de Europa Sub-23 | Bydgoszcz | 21.º (s.) | 100 m | 11.99 |
| 2017 | Campeonato de Europa Sub-23 | Bydgoszcz | Medalla de oro | 4 × 100 m | 43.96 |
| 2018 | Juegos Mediterráneos | Tarragona | 5.º | 200 m | 23.34 |
| 2018 | Juegos Mediterráneos | Tarragona | Medalla de bronce | 4 × 100 m | 43.31 |
| 2018 | Campeonato de Europa | Berlín | 18.º (s.) | 200 m | 23.91 |
| 2018 | Campeonato de Europa | Berlín | 8.º | 4 × 100 m | 43.53 |
| 2019 | Campeonato de Europa en pista cubierta | Glasgow | 18.º (s.) | 60 m | 7.44 |
| 2019 | Campeonato de Europa Sub-23 | Gävle | 4.º | 200 m | 23.52 |
| 2019 | Campeonato de Europa Sub-23 | Gävle | 6.º | 4 × 100 m | 44.56 |
| 2019 | Campeonato de Europa por Equipos | Bydgoszcz | 8.º | 200 m | 23.58 |
| 2019 | Campeonato de Europa por Equipos | Bydgoszcz | 5.º | 4 × 100 m | 43.94 |
| 2021 | Campeonato de Europa en pista cubierta | Toruń | 32.º (s.) | 60 m | 7.44 |
| 2021 | Campeonato de Europa por Equipos | Chorzów | 7.º | 200 m | 24.03 |
| 2021 | Campeonato de Europa por Equipos | Chorzów | DSQ | 4 × 100 m | -- |
| 2022 | Campeonato Iberoamericano | La Nucía | 4.º | 100 m | 11.48 |
| 2022 | Campeonato Iberoamericano | La Nucía | DSQ | 4 × 100 m | -- |
| 2022 | Campeonato del Mundo | Eugene | 5.º | 4 × 100 m | 42.58 |
| 2022 | Campeonato de Europa | Múnich | 10.º (sf.) | 200 m | 23.19 |
| 2022 | Campeonato de Europa | Múnich | 4.º | 4 × 100 m | 43.03 |
| 2023 | Juegos Europeos | Chorzów | 9.º | 200 m | 23.23 |
| 2023 | Juegos Europeos | Chorzów | Medalla de bronce | 4 × 100 m | 43.13 |
| 2023 | Campeonato del Mundo | Budapest | 11.º (s.) | 4 × 100 m | 42.96 |
| 2024 | Campeonato de Europa | Roma | 16.º (sf.) | 200 m | 23.19 |
| 2024 | Campeonato de Europa | Roma | 5.ª | 4 × 100 m | 42.84 |
| 2025 | Campeonato de Europa en pista cubierta | Apeldoorn | Medalla de bronce | 400 m | 50,99 = |
| 2025 | Campeonato de Europa en pista cubierta | Apeldoorn | 4.ª | 4 × 400 m | 3:25.68 |
| 2025 | Relevos Mundiales | Cantón | Medalla de plata | 4 × 100 m | 42.28 |
| 2025 | Relevos Mundiales | Cantón | Medalla de oro | 4 × 400 m | 3:24.13 |
| 2025 | Campeonato de Europa por Equipos | Madrid | 3.º | 400 m | 50.70 |
| 2025 | Campeonato de Europa por Equipos | Madrid | 2.º | 4 × 100 m | 42.11 |
| 2025 | Campeonato de Europa por Equipos | Madrid | 4.º | 4 × 400 m mixto | 3:10.48 |

1. ↑  En categoría sub-20
2. ↑  En categoría sub-23
3. ↑  Esta competición fue simultáneamente el Campeonato de Europa por Equipos de 2023
4. ↑  42.18 en series
5. 1 2  En esta competición no se entregan medallas por las pruebas individuales

## Marcas personales
| Prueba               | Marca   | Viento | Lugar   | Fecha               |
| -------------------- | ------- | ------ | ------- | ------------------- |
| 100 metros           | 11.35   | +1.5   | Getafe  | 26 de junio de 2021 |
| 200 metros           | 22.85   | +0.1   | Torrent | 30 de junio de 2023 |
| 400 metros           | 50.70   | --     | Madrid  | 27 de junio de 2025 |
| 4 × 100 metros       | 42.11   | --     | Madrid  | 28 de junio de 2025 |
| 4 × 400 metros       | 3:24.13 | --     | Cantón  | 10 de mayo de 2025  |
| 4 × 400 metros mixto | 3:10.48 | --     | Madrid  | 29 de junio de 2025 |

| Prueba         | Marca   | Lugar     | Fecha                 |
| -------------- | ------- | --------- | --------------------- |
| 60 metros      | 7.29    | Madrid    | 21 de febrero de 2021 |
| 200 metros     | 23.00   | Madrid    | 26 de enero de 2025   |
| 400 metros     | 50.99   | Apeldoorn | 8 de marzo de 2025    |
| 4 × 400 metros | 3:25.68 | Apeldoorn | 9 de marzo de 2025    |

## Récords
En la actualidad, Paula Sevilla posee los siguientes récords y mejores marcas de España, todos ellos en categoría absoluta.
- 400 m short track (50.99)
- Relevo 4 × 100 m (42.11, con Esperança Cladera, Jaël Bestué y Maribel Pérez)
- Relevo 4 × 400 m (3:24.13, con Eva Santidrián, Daniela Fra y Blanca Hervás)
- Relevo 4 × 400 m short track (3:25.68, con Eva Santidrián, Daniela Fra y Blanca Hervás)
- Relevo 4 × 400 m mixto (3:10.48, con Manuel Guijarro, Blanca Hervás y Julio Arenas)

### Mejores marcas
- 300 m (36.92)
- Relevo 4 × 100 m mixto (41.97, con José González, Alberto Calero y Sonia Molina-Prados)